# Perseguindo Sátiros
Perseguindo Sátiros (ou Ichneutae) é uma peça de sátiro escrita por Sófocles durante o século V aC. Fragmentos da peça foram descobertos entre os papiros de Oxirrinco em 1907. Ela trata do bebê Hermes tocando música pela primeira vez e os sátiros ouvindo sem saber quem é o responsável.